# Dinaric Alps
Dinaric Alps hay Dinarides tạo thành một chuỗi núi ở Nam Âu, trải dài trên lãnh thổ của Slovenia, Croatia, Bosna và Hercegovina, Serbia, Albania và Montenegro.
Chuỗi núi này kéo dài 645 kilômét (401 mi) dọc theo bờ biển Adriatic (tây bắc-đông nam), từ Julian Alps ở tây bắc xuống khối núi Šar-Korab, nơi có hướng núi bắc-nam. Núi cao nhất của dãy Dinaric Alps là Prokletije, nằm tại biên giới giữa phía đông Montenegro và phía bắc Albania, với đỉnh núi được gọi là hồ Maja Jezercë có cao độ 2.692 mét (8.832 ft).
Dinaric Alps là chuỗi núi gồ ghề và trải rộng hàng thứ năm tại châu Âu sau dãy núi Kavkaz, Alpes, Pyrénées và dãy núi Scandinavia. Chúng được hình thành phần lớn do đá trầm tích kỷ thứ hai và kỷ thứ ba của dolomit, đá vôi, cát và cuội kết tạo thành bởi các biển và hồ từng bao trùm lên khu vực.
Dinarides được đặt tên theo núi Dinara (1.913 m), một đỉnh núi nhô lên tại phần trung tâm của chuỗi núi, tại biên giới giữa Croatia và Bosna và Hercegovina. Chuỗi núi này được gọi là Alpet Dinaride hay Alpet Dinarike trong tiếng Albania, Dinarske planine, Dinarsko gorje hay Dinaridi trong tiếng Croatia, Dinarske planine (Динарске планине) hay Dinaridi (Динариди) trong tiếng Bosnia, tiếng Montenegro, và tiếng Serbia, và Dinarsko gorstvo trong tiếng Slovenia.
Các đèo chính của Dinaric Alps là:
- Cổng Postojna (Postojnska vrata), Slovenia (606 m (1.988 ft)),
- Đèo Vratnik, Croatia (850 m (2.789 ft))
- Cổng Knin (Kninska vrata) (about 700 m (2.297 ft))
- Vaganj (1.137 m (3.730 ft))
- Ivan-Saddle (Ivan-sedlo), Bosnia-Herzegovina (967 m (3.173 ft))
- Cemerno, Bosnia-Herzegovina (1.329 m (4.360 ft))
- Crkvine, Montenegro (1.045 m (3.428 ft))
- Cakor, Montenegro (1.849 m (6.066 ft))